# Козіс Лука Савич
Лука Савич Козіс (нар. 1886, хутір біля міста Кобеляки Полтавської губернії, тепер Кобеляцького району Полтавської області — розстріляний 5 жовтня 1938, місто Вінниця) — український радянський діяч, голова Вінницького міськвиконкому, виконувач обов'язків голови виконавчого комітету Вінницької обласної ради депутатів трудящих (1938 р.). Жертва сталінських репресій.

## Життєпис
Народився в селянській родині. Закінчив 5 класів школи.
Член РКП(б) з 1918 року. Перебував на відповідальній радянській роботі.
На 1926—1927 роки — завідувач Білоцерківського окружного фінансового відділу.
На 1929—1930 роки — заступник начальника управління держприбутками Народного комісаріату фінансів Української СРР.
У 1932—1934 роках — голова виконавчого комітету Вінницької міської ради депутатів трудящих.
У 1937—1938 роках — заступник голови виконавчого комітету Вінницької обласної ради депутатів трудящих. У 1938 році — виконувач обов'язків голови виконавчого комітету Вінницької обласної ради депутатів трудящих.
22 березня 1938 року заарештований органами НКВС. 5 жовтня 1938 року засуджений до розстрілу. Посмертно реабілітований 30 березня 1957 року.